# Razele morții ale doctorului Mabuse
Razele morții ale doctorului Mabuse (titlul original: în germană Die Todesstrahlen des Dr. Mabuse) este un film thriller coproducție internațională (RFG-Franța-Italia-Malta), realizat în 1964 de regizorul Hugo Fregonese, protagoniști fiind actorii Peter van Eyck, O. E. Hasse, Yvonne Furneaux și Walter Rilla.

## Distribuție
- Peter van Eyck – Major Anders
- O. E. Hasse – profesorul Larsen
- Yvonne Furneaux – Gilda Larsen
- Rika Dialina – Judy
- Walter Rilla – profesorul Pohland
- Ernst Schröder – Chefarzt
- Robert Beatty – Colonel Matson
- Valéry Inkijinoff – Dr. Krishna
- Dieter Eppler – Kaspar
- Claudio Gora – Botani
- Gustavo Rojo – Mario Monta
- Massimo Pietrobon – Jason Monta
- Charles Fawcett – Commander Adams
- Leo Genn – amiral Quency
- Yoko Tani – Mercedes
- Fiodor Șaliapin – farmacistul
- Erich K. Koltschak – Lutto